# 1452 Hunnia
1452 Hunnia è un asteroide della fascia principale. Scoperto nel 1938, presenta un'orbita caratterizzata da un semiasse maggiore pari a 3,1088976 au e da un'eccentricità di 0,2020886, inclinata di 14,21094° rispetto all'eclittica.
L'asteroide è dedicato alla nazione ungherese.